# 四街道市立図書館
四街道市立図書館（よつかいどうしりつとしょかん）は、千葉県四街道市大日にある四街道市立の図書館である。
四街道市役所から至近の距離にあり、四街道市文化センターに隣接している。

## 利用情報
- 開館時間
  - 平日： 9:00 - 19:00
  - 土・日・祝日： 9:00 - 17:00

## 休館日
- 第1月曜日（館内整理日）
- 第4月曜日
- 特別整理期間
- 年末年始（12月29日 - 1月3日）

## アクセス
- JR四街道駅から徒歩約15分
- JR四街道駅から千代田団地方面ゆきバス乗車、文化センター前停留所下車